# Spin
Spín (iz angl. »vrtenje«) je lastna vrtilna količina delcev v kvantni mehaniki. Za razliko od vrtenja makroskopskih teles v klasični mehaniki, katerih vrtilna količina izhaja iz njihovih sestavnih delov, spin ni povezan z vrtenjem notranjih mas. Nesestavljeni osnovni delci, kot na primer elektron, imajo spin, čeprav so točkasti delci. 
Za razliko od vrtilne količine v klasični mehaniki spina ne opisujemo z vektorjem, ampak navedemo spinsko kvantno število, ki določa projekcijo spina na izbrano smer (npr. smer zunanjega magnetnega polja). Spinsko kvantno število je lahko celo število ali polovica celega števila. Delci s celim spinskim kvantnim številom so bozoni, zanje velja Bose-Einsteinova statistika. Zgleda bozonov sta foton, ki ima spinsko kvantno število enako 1, in jedro helijevega izotopa 4He s spinskim kvantnim številom 0. Delci s polcelim spinskim kvantnim številom so fermioni, zanje velja Fermi-Diracova statistika. Zgledi fermionov so elektron, proton in nevtron (vsi imajo spinsko kvantno število enako 1/2).
K spinu sestavljenih delcev, kot je denimo vodikov atom, prispevajo spinske in tirne vrtilne količine sestavnih delov.